# Xenasmataceae
Xenasmataceae Oberw., Sydowia 19: 25 (1966) è una famiglia di funghi basidiomiceti.

## Generi diXenasmataceae
Il genere tipo è Xenasma Donk., altri generi inclusi sono:
- Aphanobasidium Jülich
- Clitopilina Stalpers
- Cunninghammyces
- Lepidomyces
- Phlebiella P.Karst.
- Xenosperma Oberw.
- Xenasmatella Oberw.